# Молодые люди (фильм)
«Молодые люди» — советский мелодраматический фильм 1983 года режиссёров Константина Худякова и Сергея Линкова, снятый на киностудии «Мосфильм».
Премьера фильма состоялась 21 октября 1983 года. Фильм посмотрели 40 тысяч зрителей за первый год кинопроката.

## Сюжет
На стройке в Сибири молодые люди находят свое счастье, но невеста Оля возвращается к своему бывшему — певцу Орфею. Оля бросает Васю, но в итоге понимает, что её настоящая любовь — это именно он.

## Роли исполняют
- Евгений Леонов-Гладышев — Василий
- Марина Яковлева — Оля
- Александр Михайлов — Рубцов
- Валентина Карева — Валентина
- Марина Дюжева — Галя
- Анатолий Меньщиков — Витя
- Иван Шабалтас — Офрей
- Александра Яковлева-Иванес — Саша
- Елена Степанова — Зина
- Юрий Нездыменко — Дима

## Съёмочная группа
- Режиссёры: Константин Худяков, Сергей Линков
- Авторы сценария: Сергей Бодров, Наталья Митина
- Операторы: Валентин Пиганов, Владимир Фридкин
- Художник-постановщик: Наталья Талицких
- Композитор: Игорь Космачёв
- Текст песен: Леонид Дербенёв
- Звукорежиссёр: Роман Берз

## Песни
| № | Название          | Исполнитель                | Автор музыки   | Автор текста    |
| - | ----------------- | -------------------------- | -------------- | --------------- |
| 1 | Я тебя люблю      | Иван Шабалтас              | Игорь Космачёв | Леонид Дербенёв |
| 2 | Мы начинали здесь |                            | Игорь Космачёв | Леонид Дербенёв |
| 3 | Прости            | Александра Яковлева-Иванес | Игорь Космачёв | Леонид Дербенёв |